# Ben Weber
Ben Weber (* 23. Juli 1916 in St. Louis; † 16. Juni 1979 in New York; eigentlich William Jennings Bryan Weber) war ein US-amerikanischer Komponist.
Weber erhielt Klavier- und Gesangsunterricht an der DePaul University in Chicago, nachdem er ein medizinisches Vorstudium an der University of Illinois abgebrochen hatte. Er konzentrierte sich im Studium auf die Musiktheorie, war als Komponist jedoch Autodidakt. Die sechs Stücke für Klavier op. 19 von Arnold Schönberg waren der Ausgangspunkt seines kompositorischen Schaffens. Seine frühen Chicagoer Werke wurden von einer Gruppe aufgeführt, an der auch der ebenfalls tonale Komponist George Perle beteiligt war. Beide eiferten eher Alban Berg als Schönberg oder Anton von Webern nach. Wo Ausdrucksstärke gefragt war, waren die kanonischen Regeln der Zweiten Wiener Schule zweitrangig. Bei der Komposition von Vokalmusik war Weber stets an der dichterischen Aussage der Textvorlage gelegen.
Er schuf 21 Werke, bevor er 1945 nach New York übersiedelte, wo Virgil Thomson und Artur Schnabel ihn als Kopisten beschäftigten. Außerdem orchestrierte er Werke anderer Komponisten. Leopold Stokowski machte seine Sinfonie in vier Sätzen über Gedichte von William Blake bekannt und nahm sie 1952 auf Schallplatte auf. Zu seinen Bewunderern zählten außerdem Aaron Copland, John Cage, Elliott Carter, Milton Babbitt, Leonard Bernstein und Frank O’Hara. Weber unterrichtete niemals Komposition. Er gewann verschiedene Preise und Stipendien, unter anderem 1965 den Thorne Music Award. 1979 veröffentlichte er seine Memoiren, die den Titel Wie ich 63 Jahre brauchte, um Selbstmord zu begehen trugen.
Seit 1971 war er Mitglied der American Academy of Arts and Letters.

## Werke (Auswahl)
- Acht Lieder, op. 6
- Drei Streichquartette, opp. 12/35/50
- Stück für Oboe und Orchester, op. 22
- Sinfonie für Violoncello und Orchester (1945/6)
- The Pool of Darkness für Sextett (Ballett, 1949)
- Zwei Stücke für Streichorchester (1950)
- Sinfonie in vier Sätzen über Gedichte von William Blake für Bariton und Orchester (1950)
- Violinkonzert (1954)
- Präludium und Passacaglia, op. 42 (1954)
- Rhapsodie concertante für Viola und kleines Orchester (1957)
- Klavierkonzert (1961)
- Dolmen für Bläser und Streicher (1964)
- Sinfonia Claron für kleines Orchester, op. 62 (1973)
- Drei Capriccios für Violoncello und Klavier (1977)
- Klavierwerke für eine und zwei Hände